# Xestia agalma
Xestia agalma là một loài bướm đêm trong họ Noctuidae.